# 陈元春
陈元春（1963年2月—），女，汉族，重庆璧山人，中华人民共和国政治人物，现任重庆市人大常委会副主任、党组成员，重庆市总工会主席。